# Марія Тереса Карреньо
Марія-Тереса Карреньйо-Ґарсія-де-Сена (ісп. María Teresa Carreño García de Sena; 22 грудня 1853, Каракас — 12 червня 1917, Нью-Йорк) — венесуельсько-американська піаністка і композиторка. Її називали королевою і Валькірією фортепіано.

## Біографія
Марія-Тереса Карреньйо зросла музичної та літературної сім'ї, в 1862 році переїхала в США, де основним вчителем юної піаністки став Луї Моро Ґотшалк. У десятирічному віці дебютувала з Бостонським симфонічним оркестром, виступала у Білому домі перед Авраамом Лінкольном.
З 1866 року жила переважно в Парижі, познайомилася з Гуно і Россіні, брала уроки у Антона Рубінштейна, грала разом з Лістом, в 1873 році вийшла заміж за скрипаля Еміля Соре.

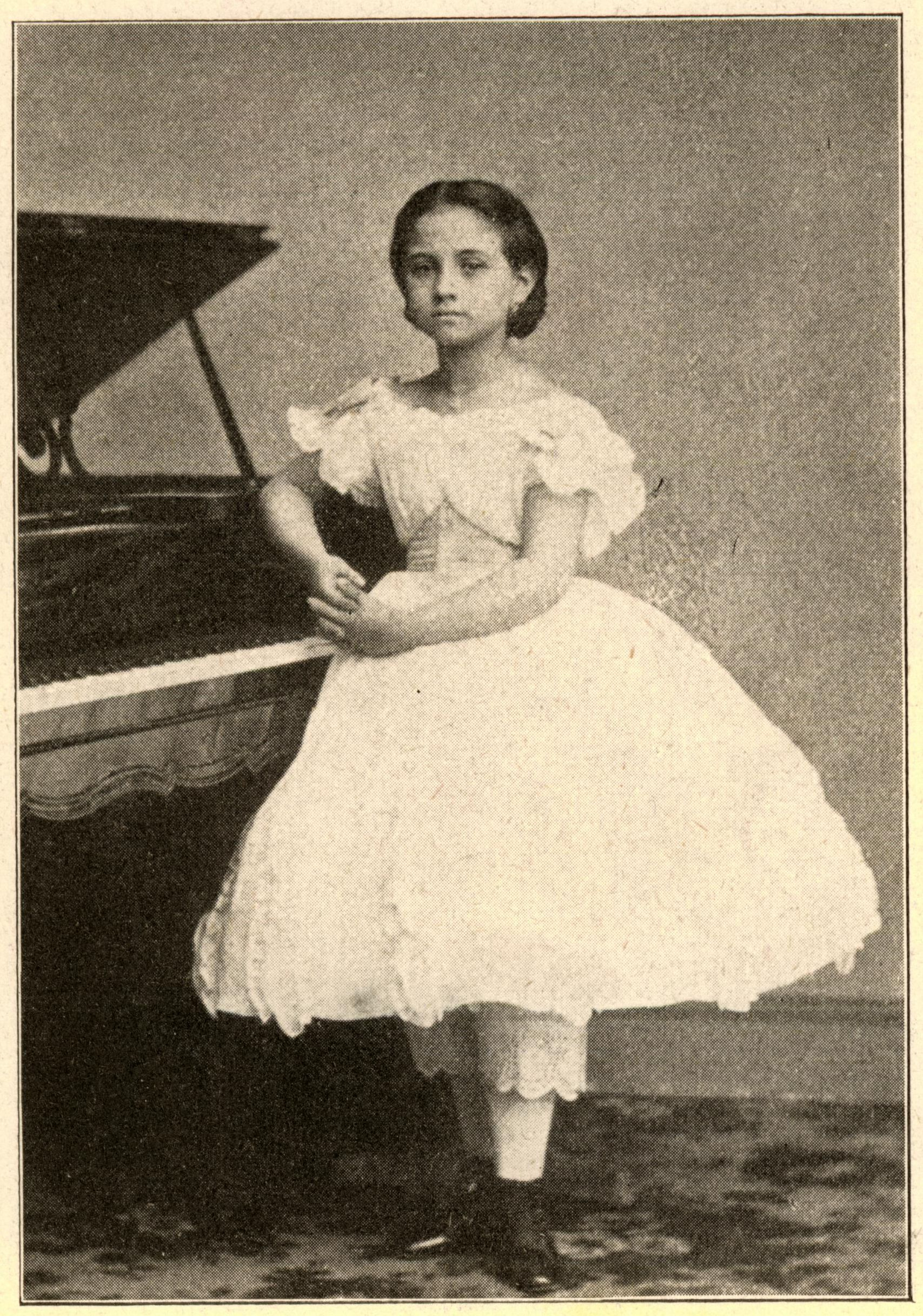
Тереса Карреньйо у 8-річному віці

У 1874 році повернулася в Сполучені Штати. Пробувала себе як оперна співачка, в 1876 році познайомилася зі співаком Джованні Тальяпьетрой, який виконував головну партію в постановці «Дон Жуана» Моцарта і в якій Карреньйо співала Церліну. Незабаром вступила з ним у другий шлюб. Карреньйо і Тальяп'єтра разом організували у 1885—1887 роках власну оперну трупу, з якою гастролювали на батьківщині Карреньйо у Венесуелі. Гастролі були неуспішні. Це призвело, мабуть, до загострення відносин між подружжям і до розлучення.
У 1889 році Марія-Тереса Карреньйо знову вирушила до Європи, успішно провела гастролі до Німеччини і вийшла заміж утретє за композитора Ежена д'Альбера. Неодноразово гастролювала в усіх найбільших містах Європи, в Північній і Південній Америці, Австралії, Африці; у 1891 році відвідала столицю Російської імперії Санкт-Петербург.
Останні роки життя знову провела в Америці. У 1917 році під час гастролей на Кубі відчула нездужання і померла невдовзі після повернення в Нью-Йорк. Її похорон зібрав вершки міжнародного музичного співтовариства, включаючи Ігнаца Падеревського, Вальтера Дамроша, Франца Кнайзеля, Мішу Ельмана та інших
Залишила близько 40 творів для фортепіано, вокальної та камерної музики. Прем'єрний запис альбому фортепіанних п'єс Карреньйо здійснила в 2013 році Олександра Елер.
У Каракасі створений Фонд Тереси Карреньйо, діє театр її імені.